# Cuevas de Toledo
Las Cuevas de Toledo hace referencia a las cuevas subterráneas que existen bajo muchos edificios de la provincia española de Toledo. Aunque estás cuevas no formen parte del centro de la cultura toledana, tienen un papel importante en la formación de la Toledo vieja y la moderna. 

### Uso popular de las cuevas
Una señal de la importancia de las cuevas es que muchos comercios y servicios tienen un nombre relacionado con ellas. Por ejemplo, el restaurante, “Cuevas Palacios”, “La Cueva”, y “La Cave”, en la parte vieja de Toledo. En las afueras, hay una bodega que se llama “Cuevas Santoyo”, y también una tienda de Airbnb que se anuncia como “‘La cueva de Toledo”, por sus “restos arqueológicos, como la bóveda medieval”.

### Barrio de las Covachuelas

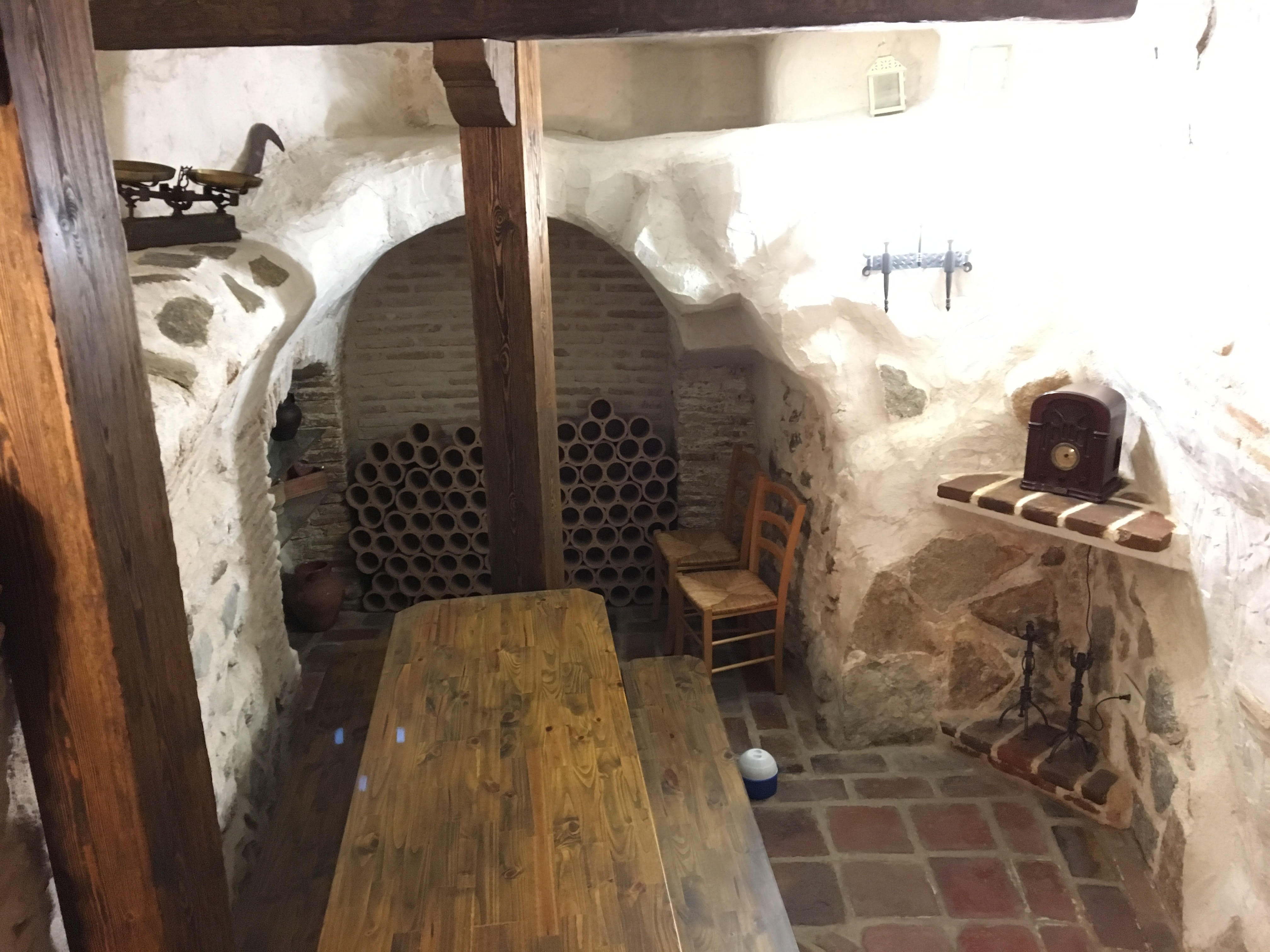
Covachuelas

Se cree que el barrio de las covachuelas, ubicado cerca del Hospital de Tavera, recibió su nombre debido a las covachuelas que contiene, que son estancias que se encuentran en los sótanos de los edificios. La palabra “covachuelas” deriva de “covacha”, que significa cueva pequeña. El escritor Basilio Pavón Maldonado sugiere que, “covachuelas” no tiene su origen en la palabra «covacha», sino que fue un error de impresión, o de percepción, que convirtió a “corachuela” en “covachuela”. “Corachuela” es el diminutivo de “coracha”, que significa "apéndice".

### Mitología
En la mitología toledana, las cuevas han sido asociadas inseparablemente con la mágia y el misterio durante cientos de años. En esta parte de la casa era donde solía alojarse la bruja, o solía ser el lugar donde se encontraba el diablo, así como el rincón de la magia negra. Parte de esta superstición viene del hecho que todo lo pagano, y las religiones que no eran católicas estaban relacionadas con las cuevas. 

#### Orden del Templo
La Orden del Templo era una hermandad que defendía a “Los Santos Lugares y a los peregrinos que a ellos marchaban”. La orden tiene una larga historia de riqueza y también de exilio y misterio, y según cuentan, creen que pudieron esconderse y moverse sin salir a la calle a través de las cuevas, por debajo de la tierra. 

#### LaCueva de Hércules

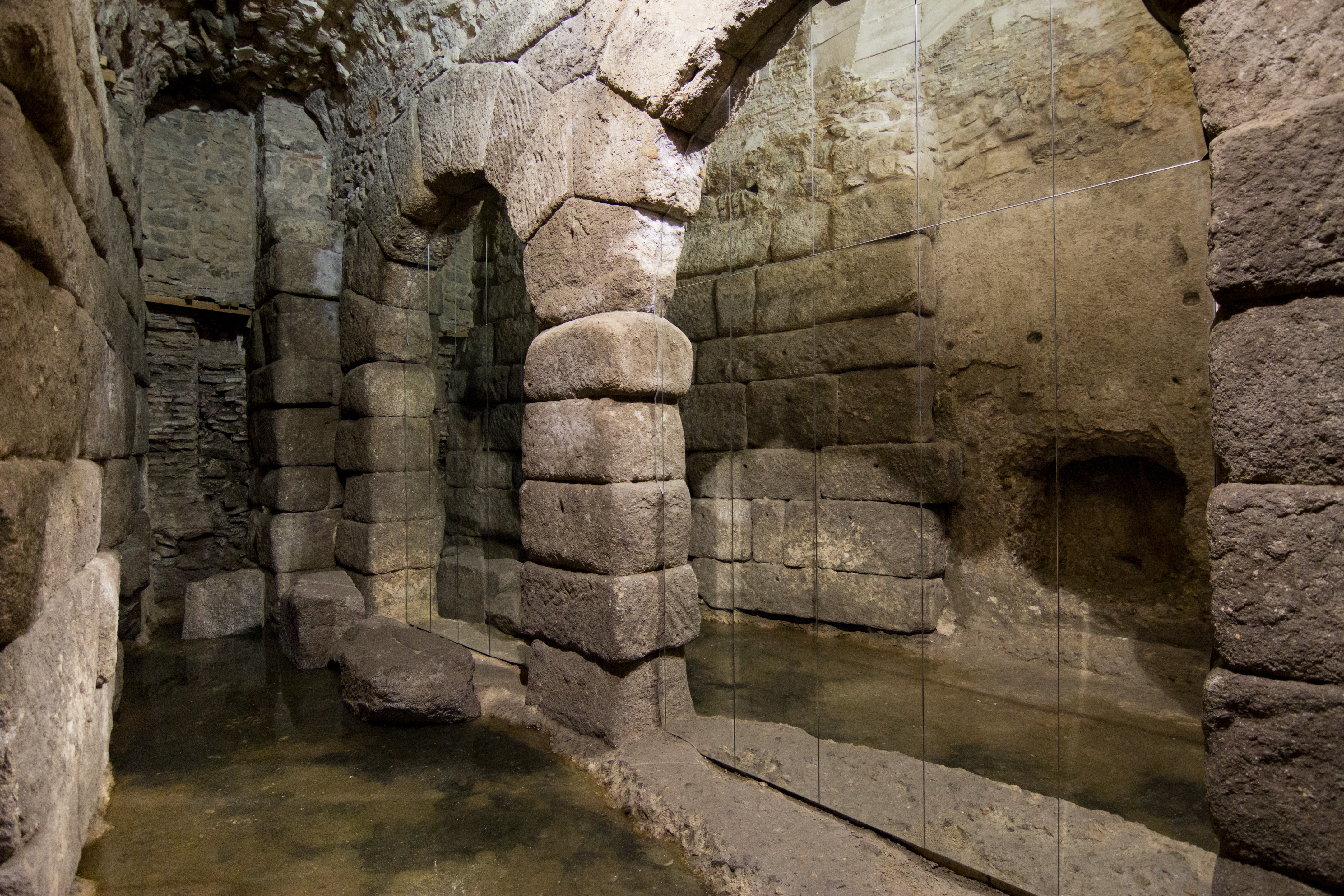
Cueva de Hércules

También llamado el “Palacio Encantado”. La leyenda cuenta que Hércules construyó el palacio más hermoso y con más tesoros del mundo, pero él sabía que el día en que un rey español abriese sus puertas, España caería.
Otra leyenda, también conectada con el palacio encantado, cuenta la historia de dos amantes jóvenes, Pablo y Magdalena, que querían casarles, pero el padre de Magdalena ya había escogido un marido rico y exitoso para su hija, porque quería ganar dinero con la boda. Pablo, desesperado por obtener bastante dinero por el padre de Magdalena antes de que ella se casase con el rico y viejo comerciante, entró la iglesia de San Ginés para encontrar la legendaria cueva de Hércules. Pero en este lugar terrible, Pablo perdió su vida por las protecciones del tesoro, y solo volvió una vez a la tierra para traer al padre de Magdalena con él al infierno de la cueva, para que recibiese el castigo por su pecado de avidez.

### Cuevas Famosas de Toledo
Además de la cueva de Hércules (la más famosa cueva en Toledo) también hay algunas otras que son reconocidas. 

#### Cuevas de Olihuelas
dentro del sitio arqueológico Olihuelas hay tres cuevas famosas llamadas las cuevas de Olihuelas o las cuevas de Higares, aunque no es posible visitarlas porque se han cerrado al público. Entre las diversas leyendas hay una que cuenta que estas cuevas son el lugar de descanso de siete durmientes, o donde Carlomagno luchó contra un gigante por su amor.

#### Cuevas del Museo del Greco
Están situadas en el museo del Greco. Son cuevas medievales, que significa que han sido exploradas por más de seis siglos.